# رودولفو كوردوبا
رودولفو كوردوبا (بالإسبانية: Rodolfo Córdoba)‏ (14 يناير 1984 في كولومبيا - ) هو لاعب كرة قدم كولومبي في مركز الوسط. لعب مع أمريكا دي كالي وديبورتيس كوينديو وClub Deportivo Universitario ‏ ونادي سانتانيكوس أسوشيتد وإستوديانتس دي ماردة ‏.

## وصلات خارجية
- رودولفو كوردوبا على موقع إي إس بي إن إف سي (الإنجليزية)
- رودولفو كوردوبا على موقع قاعدة بيانات كرة القدم.إي يو (الإنجليزية)
- رودولفو كوردوبا على موقع Soccerway.com (الإنجليزية)
- رودولفو كوردوبا على موقع عالم كرة القدم.نت (الإنجليزية)